# شون ك. إل. براون
شون ك. إل. براون (بالإنجليزية: Sean K. L. Browne)‏ هو نحات أمريكي، ولد في 1953.